# Lista locurilor din Dej

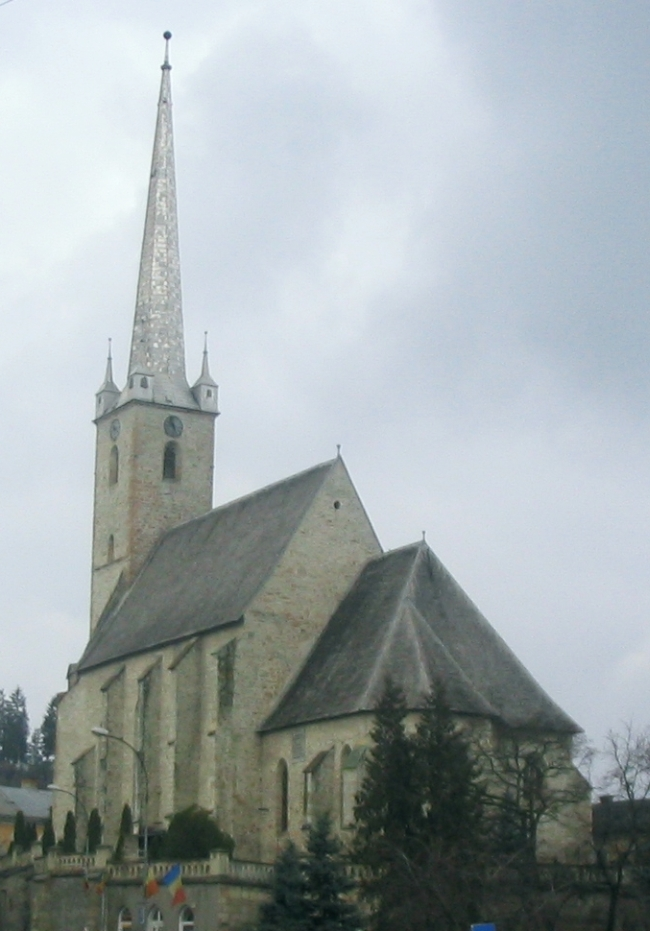
Biserica Reformată din Dej

Această listă prezintă cele mai importante locuri din Dej.

## Monumente istorice

### Biserici
- Biserica Reformată
- Biserica și Mănăstirea Franciscană
- Biserica Adormirea Maicii Domnului
- Sinagoga

### Clădiri istorice
- Palatul de Justiție
- Casa Racoțiană
- Primăria municipiului (fosta prefectură)
- Cercul Militar

### Alte monumente istorice
- Castrul roman Samum din comuna învecinată Cășeiu

### Statui și monumente comemorative
- Obeliscul Eroilor
- Statuia "Lupa Capitolina"

## Clădiri culturale
- Muzeul Municipal Dej (http://muzeulmunicipal.dej.ro/ Arhivat în 23 martie 2012, la Wayback Machine.)
- Casa de cultură "George Coșbuc"
- Cinematograful "Arta"
- Casa memorială Teodor Mihaly
- Casa memorială Alexandru Vaida Voievod

## Piețe
- Piața Bobâlna
- Piața 16 Februarie
- Piața Mihai Eminescu

## Muzee
- Muzeul de Istorie
- Muzeul Cercului Militar

## Hoteluri
- Hotel Someș (două stele)
- Hotel Black Tulip
- Hotel Elyon
- Hotel Grand Masters

## Spații verzi
- Parcul Mare
- Parcul Mic
- Pădurea Bungăr
- Pădurea Bacăului

## Cimitire
- Cimitirul Mare
- Cimitirul Eroilor

## Poduri
- Podul Someșului

## Festivale
- Ziua recoltei Dejene
- Zilele municipiul Dej si festivalul berii Ursus